# Denis MacShane
Pour les articles homonymes, voir McShane.
 (avril 2013).
Denis MacShane, né le 21 mai 1948 à Glasgow, est un homme politique britannique.

## Biographie

### Vie privée
Né Denis Matyjaszek d'une mère irlandaise, Isobel MacShane, et d'un père polonais, Jozef Matyjaszek, ancien combattant de la Seconde Guerre mondiale. Il étudie au Merton College d'Oxford.
Le 14 mars 2004, sa fille Clare, 24 ans, meurt accidentellement en Australie lors de son 200e saut en parachute.
Depuis 2012, il vit maritalement avec l'économiste Vicky Pryce (en).

### Carrière politique
Il est député travailliste de la circonscription de Rotherham et ministre des Affaires européennes dans le gouvernement de Tony Blair, au Foreign and Commonwealth Office entre 2002 et 2005.
Il a été élu au Parlement pour la première fois en 1994, dans le cadre d'une élection législative partielle, après la mort du député Jimmy Boyce. Il quitte son poste en 2012.
Durant son mandat parlementaire, Rotherham est touchée par une vague d'abus sexuels commis en toute impunité par des hommes d'origine pakistanaise contre des centaines de fillettes majoritairement blanches. Après que le scandale eut éclaté, MacShane a déclaré à la BBC qu'il n'avait pas eu connaissance de plaintes à ce sujet durant les 18 ans de son mandat. Regrettant son manque d'implication, il a incriminé une atmosphère qui dissuadait de « secouer le bateau multiculturel » et reconnaissait que « peut-être qu'en tant que lecteur convaincu du journal The Guardian et libéral de gauche, je n'ai pas voulu donner de publicité à ces affaires »."
En décembre 2013, il est condamné à six mois de prison, dont trois fermes, pour avoir fabriqué de fausses notes de frais pour 15 000 euros alors qu'il était ministre.
En 2016, il publie le livre Brexit, pourquoi le Royaume-Uni va quitter l'Europe, prédiction qui se révélera vraie. Il a publié en 2017 un nouveau livre, Brexit, No Exit: Why Britain Won't Leave Europe dans lequel il affirme que le Royaume-Uni n'arrivera pas à quitter réellement l'Union européenne.
Entre 2017 et 2023, il publie dans Le Monde plusieurs tribunes sur différents sujet comme Europe de l'Est ou encore Invasion de l'Ukraine par la Russie,.

### Publications sélectives
- Solidarity: Poland's independent trade union, Spokesman, 1981.  (ISBN 0851243185)
- François Mitterrand, a political odyssey, Quartet Books, 1982.  (ISBN 0704323443)
- Globalising Hatred: The New Antisemitism, Hachette UK, 2008.  (ISBN 0297857479)
- Brexit: How Britain Left Europe, I.B.Tauris, 2016.  (ISBN 0857739069)
- Brexit, No Exit: Why Britain Won't Leave Europe, I.B.Tauris, 2017.  (ISBN 1786722577)